# Периволия ту Трикому
Периво̀лия ту Трико̀му (на гръцки: Περιβόλια του Τρικώμου; на турски: Bahçeler) е село в Кипър, окръг Фамагуста. Според статистическата служба на Северен Кипър през 2011 г. селото има 202 жители.
Де факто е под контрола на непризнатата Севернокипърска турска република.